# Deûlémont
Deûlémont é uma comuna francesa na região administrativa de Altos da França, no departamento do Norte. Estende-se por uma área de 9.94 km². Em 2010 a comuna tinha 1 822 habitantes (densidade: 183,3 hab./km²).